# IPhone 13
iPhone 13 și iPhone 13 mini  sunt smartphone -uri produse de compania americană Apple. iPhone 13 este modelul de bază al celei de-a 15-a generații. Conține un procesor Apple A15 cu 15 miliarde de tranzistori. introdus pe 14 septembrie 2021  împreună cu iPhone 13 mini și modelele „profesionale” iPhone 13 Pro și iPhone 13 Pro Max.Vânzările au început pe 24 septembrie. Data precomenzii este 17 septembrie 2021.

## Culori
iPhone 13 și 13 Mini au fost inițial disponibile în cinci culori: Midnight, Starlight, Product Red, Blue și Pink. Pe 8 martie 2022, a fost introdusă o nouă culoare pentru iPhone 13, Verde.
| Culoarea | Denumirea   |
| -------- | ----------- |
|          | Midnight    |
|          | Starlight   |
|          | Blue        |
|          | Pink        |
|          | Green       |
|          | Product Red |

## Specificații

### Hardware
IPhone 13 și iPhone 13 Mini folosesc un sistem A15 Bionic proiectat de Apple pe un cip. IPhone 13 și 13 Mini dispun de un procesor cu 6 nuclee, GPU cu 4 nuclee și motor neural cu 16 nuclee, în timp ce iPhone 13 Pro și 13 Pro Max dispun de un GPU cu 5 nuclee.

### Display
IPhone 13 dispune de un ecran de 6,1 inchi (15 cm) cu tehnologie Super Retina XDR OLED la o rezoluție de 2532×1170 pixeli și o densitate a pixelilor de aproximativ 460 PPI.
IPhone 13 Mini dispune de un ecran de 5,4 inchi (14 cm) cu aceeași tehnologie la o rezoluție de 2340×1080 pixeli și o densitate a pixelilor de aproximativ 476 PPI.

### Cameră
IPhone 13 și 13 Mini dispun de același sistem de camere cu trei camere: o cameră frontală (12MP f/2.2) și două camere în spate: wide (12MP f/1.6) și ultra-wide (12MP f/2.4).